# María Teresa Fernández de la Vega

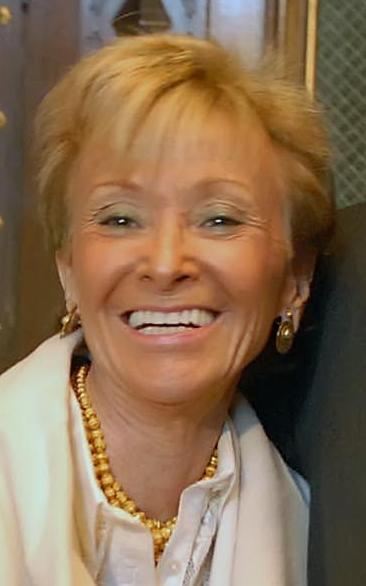
María Teresa Fernández de la Vega

María Teresa Fernández de la Vega Sanz (* 15. Juni 1949 in Valencia) ist eine spanische Politikerin. Sie stand der PSOE nahe, ohne jedoch jemals der Partei beizutreten. Von 2004 bis 2010 war sie stellvertretende Ministerpräsidentin, Ministerin der Präsidentschaft und Regierungssprecherin in den Kabinetten Zapatero I und Zapatero II.

## Leben
Während ihres Jurastudiums in Madrid und Barcelona Anfang der Siebzigerjahre trat María Teresa Fernández de la Vega in die katalanische kommunistische Partei Partit Socialista Unificat de Catalunya (PSUC) ein, die zu dieser Zeit die stärkste Kraft des Widerstandes gegen die Franco-Diktatur in Katalonien bildete. Nach dem Ende der Diktatur 1975 und den ersten freien Wahlen, in denen die kommunistischen Parteien deutlich schlechter als die sozialdemokratische PSOE abschnitten, trat Fernández de la Vega 1979 aus der PSUC aus. Nach der Regierungsübernahme der PSOE unter Felipe González im Jahr 1982 übte sie verschiedene Ämter im Justizministerium aus, 1986 wurde sie Mitglied des Europäischen Ausschusses für rechtliche Zusammenarbeit des Europarats. 1990 wurde sie zum Mitglied des Consejo General del Poder Judicial, der obersten Institution der spanischen Judikative, gewählt. Unter Justizminister Juan Alberto Belloch wurde sie 1994 schließlich Staatssekretärin im Justizministerium, was sie bis zum Wahlsieg der konservativen Volkspartei unter José María Aznar 1996 blieb.
1996 wurde Fernández de la Vega Abgeordnete des spanischen Unterhauses (Congreso de los Diputados), 2000 bis 2004 war sie Generalsekretärin der PSOE-Fraktion. Nach dem Wahlsieg der PSOE unter José Luis Rodríguez Zapatero am 14. März 2004 wurde sie – als erste Frau in diesem Amt – zur Ersten Vizeregierungspräsidentin ernannt. Außerdem übte sie das Amt einer Ministerin des Präsidiums (Kabinettsministerin, entspricht dem deutschen Kanzleramtsminister) aus und fungierte als Regierungssprecherin.
Als Ministerin war Fernández de la Vega für zahlreiche der gesellschaftlichen Reformen, insbesondere in der Familien- und Gleichstellungspolitik, in den ersten Jahren der Regierung Zapatero verantwortlich. Dazu zählen unter anderem die Einführung der gleichgeschlechtlichen Ehe, die Reform des Strafrechts für geschlechtsspezifische Gewalt, die Einführung einer weit reichenden Geschlechterquote in politischen Institutionen und eine umfassende Gesetzgebung zur Betreuung von behinderten Menschen. Sie war eines der bekanntesten und in Umfragen (2007) – neben Zapatero selbst – am besten eingestuften Mitglieder der spanischen Regierung.
Bei einer größeren Kabinettsumbildung im Oktober 2010 verließ Fernández de la Vega die spanische Regierung. Ihr Nachfolger als Vizeregierungschef wurde Alfredo Pérez Rubalcaba, neuer Kabinettsminister wurde Ramón Jáuregui. Fernández de la Vega selbst wurde von Zapatero als Mitglied des spanischen Consejo de Estado, eines beratenden Organs, vorgeschlagen.